# Okręg wyborczy East Grinstead
Okręg wyborczy East Grinstead powstał w 1307 r. i wysyłał do angielskiej, a następnie brytyjskiej, Izby Gmin dwóch deputowanych. Okręg został zlikwidowany w 1832 r., ale przywrócono go ponownie w 1885 r. jako okręg jednomandatowy. Okręg położony był w hrabstwie Sussex. Został zlikwidowany w 1983 r.

## Deputowani do brytyjskiej Izby Gmin z okręgu East Grinstead

### Deputowani w latach 1660–1832
- 1660–1661: Marmaduke Gresham
- 1660–1679: George Courthope
- 1661–1675: Charles Sackville, lord Buckhurst
- 1675–1678: Edward Sackville
- 1678–1679: Thomas Pelham
- 1679–1679: Edward Sackville
- 1679–1679: Henry Powle
- 1679–1679: Thomas Littleton
- 1679–1681: Goodwin Wharton
- 1679–1681: William Jephson
- 1681–1685: Cyril Wyche
- 1681–1685: Henry Powle
- 1685–1689: Simon Smith
- 1685–1689: Thomas Jones
- 1689–1698: Thomas Dyke
- 1689–1693: Thomas Sackville
- 1693–1695: Simon Smith
- 1695–1695: Lionel Boyle, 3. hrabia Orrery
- 1695–1708: John Conyers
- 1698–1701: Lionel Boyle, 3. hrabia Orrery
- 1701–1701: Matthew Prior
- 1701–1702: Lionel Boyle, 3. hrabia Orrery
- 1702–1708: John Toke
- 1708–1710: Richard Lumley
- 1708–1710: Henry Campion
- 1710–1725: John Conyers
- 1710–1713: Leonard Gale
- 1713–1715: Spencer Compton, wigowie
- 1715–1722: Richard Boyle, 2. wicehrabia Shannon
- 1722–1722: Spencer Compton, wigowie
- 1722–1734: Richard Boyle, 2. wicehrabia Shannon
- 1725–1727: Edward Conyers
- 1727–1734: Henry Temple, 1. wicehrabia Palmerston
- 1734–1742: Charles Sackville, hrabia Middlesex
- 1734–1741: Edward Conyers
- 1741–1761: Whistler Webster
- 1742–1747: John Butler
- 1747–1751: Sydney Smythe
- 1751–1761: Joseph Yorke
- 1761–1765: Charles Sackville, hrabia Middlesex
- 1761–1761: lord George Sackville
- 1761–1762: Thomas Hales, wigowie
- 1762–1783: John Irwin
- 1765–1767: Charles Farnaby
- 1767–1782: lord George Sackville
- 1782–1786: Henry Arthur Herbert
- 1783–1790: George Medley
- 1786–1788: James Cuninghame
- 1788–1789: Robert Cuninghame
- 1789–1790: Richard Ford
- 1790–1802: Nathaniel Dance-Holland
- 1790–1796: William Hamilton Nisbet
- 1796–1802: James Strange
- 1802–1807: Henry Strachey
- 1802–1807: Nathaniel Giles
- 1807–1812: Nathaniel Dance-Holland
- 1807–1812: Charles Ellis
- 1812–1812: Richard Wellesley
- 1812–1812: George Gunning
- 1812–1812: Nicholas Vansittart, torysi
- 1812–1818: George Gunning
- 1812–1815: James Stephen
- 1815–1818: George Johnstone Hope
- 1818–1830: Charles Gordon, lord Strathavon
- 1818–1829: lord Charles Jenkinson
- 1829–1832: William Amherst, wicehrabia Holmesdale
- 1830–1832: Frederick Richard West

### Deputowani w latach 1885–1983
- 1885–1886: George Burrow Gregory
- 1886–1895: Alfred Gathorne-Hardy, Partia Konserwatywna
- 1895–1906: George Goschen
- 1906–1910: Charles Joseph Henry Corbett
- 1910–1936: Henry Struther Cautley, Partia Konserwatywna
- 1936–1955: Ralph Stephenson Clarke
- 1955–1965: Evelyn Emmet, Partia Konserwatywna
- 1965–1983: Geoffrey Johnson Smith, Partia Konserwatywna